# Iphiaulax haematostigma
Iphiaulax haematostigma är en stekelart som beskrevs av Joseph Kriechbaumer 1894. Iphiaulax haematostigma ingår i släktet Iphiaulax och familjen bracksteklar. Inga underarter finns listade i Catalogue of Life.